# 雄安体育中心
雄安体育中心，是位于中国河北雄安新区启动区北部的大型综合性体育场馆，占地面积约35万平方米，总建筑面积18.5万平方米，由体育场、体育馆、游泳馆以及室外运动场地、户外健身步道等配套设施组成。

## 历史
雄安体育中心于2022年3月31日正式开工，由北京城建集团主导施工建设，国家速滑馆“冰丝带”总工程师罗惠平担任总工程师。2024年6月，主体结构基本完成，进入机电安装阶段。2025年3月30日，正式运营，并举行首个重要赛事“雄安国际女篮俱乐部邀请赛”。2025年6月，承办2025年中国乒乓球超级联赛常规赛第一阶段比赛。

## 场馆
雄安体育中心采用“一场两馆”布局，以“山水印章”为设计理念，灵感源自白洋淀的水波纹与中国传统玉璧造型，建筑外立面仿造中式琉璃瓦，屋檐逐层出挑，游泳馆、体育场和体育馆由西向东按中轴对称排列，建筑外围由三处高低错落的空中环廊环绕。

### 体育场
为“内圆外方”建筑，内设1个国际标准足球场和田径比赛场地，可承办全国性和国际单项比赛。分地上2层、地下2层，设有31460个观众座席、10间单层包厢。

### 体育馆
建筑面积61614平方米，分地上3层、地下2层，是甲级特大型综合体育馆，配备可伸缩式看台座椅系统，有10000个观众坐席、32间单层包厢。

### 游泳馆
分地上2层、地下1层，为甲级中型游泳馆，拥有比赛池、训练池各一个，有2000个观众坐席，可承接举办游泳、花样游泳、水球等水上运动比赛。